# 舍克斯納水庫

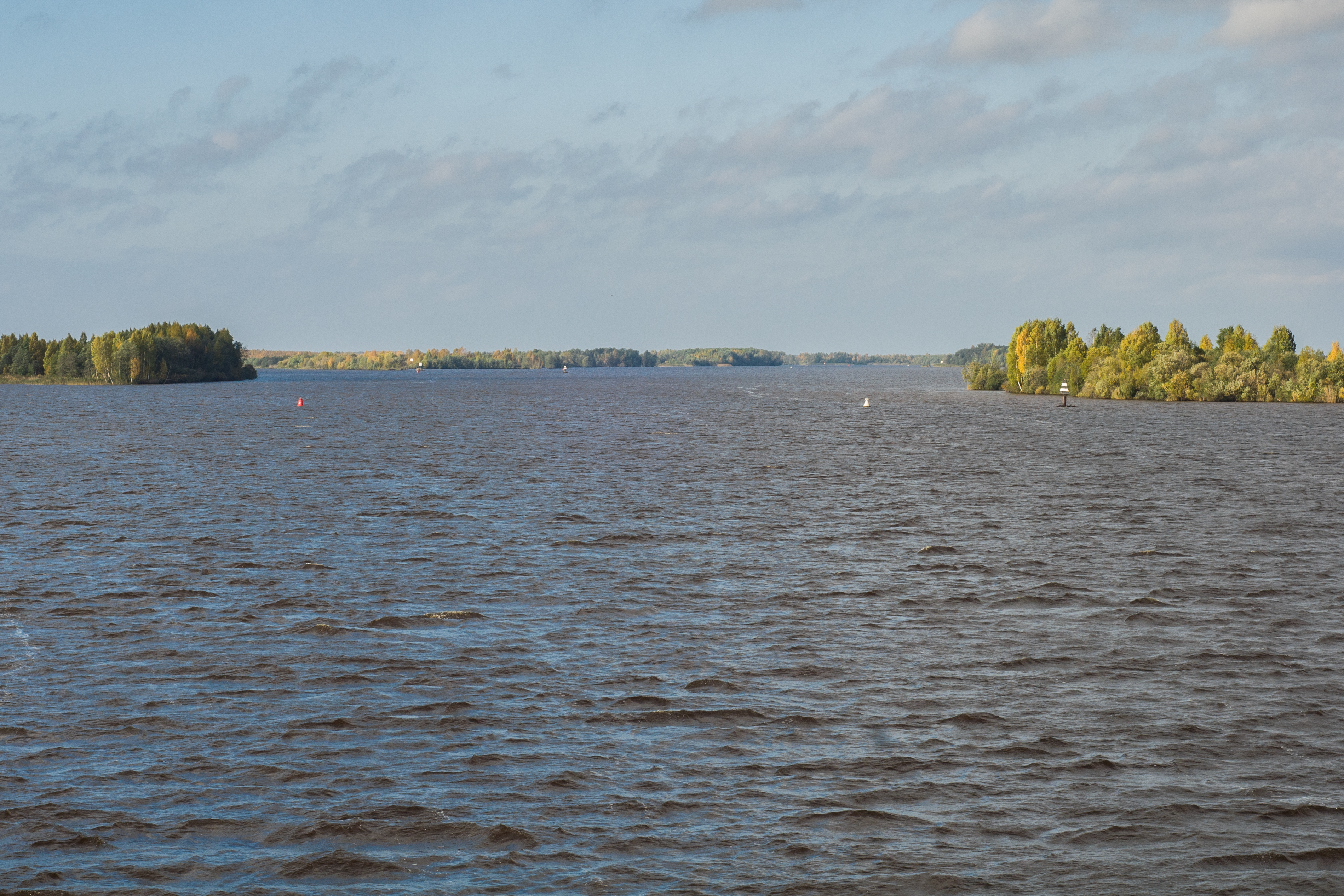
舍克斯納水庫

舍克斯納水庫是俄羅斯的水庫，由沃洛格達州負責管轄，位於舍克斯納河的河道上，落成於1964年，長167公里、寬20公里，面積1,670平方公里，海拔高度113米，最大水深17米，蓄水量6.5立方公里。